# 艾尼風神
艾尼風神（日语：アイネスフウジン），是日本純種競賽馬匹。生涯活躍於中距離賽事，曾勝出1989年朝日盃三歲錦標及1990年東京優駿（日本打吡）。

## 出賽前
1987年4月10日出生於北海道浦河町中村幸藏牧場，被馬主小林正明購入。
其後交由美浦訓練中心練馬師加藤修甫訓練。

## 競賽生涯

### 3歲（現2歲）
1989年9月10日出戰中山競馬場2歲新馬戰，於其中獲得第二名。
其後出戰另一場3歲新馬戰亦僅獲得第二，終於於10月的3歲未勝利戰成功以1 3/4馬位優勢奪得首勝。
獲得首勝利後其原定出戰條件戰葉牡丹賞，但主戰騎師中野榮治認爲可以一試一級賽朝日盃三歲錦標，而練馬師加藤修甫則希望增程出戰公開賽希望錦標。最終於陣營協商後，決定出戰12月17日之朝日盃三歲錦標，賽前獲得第五人氣。比賽開始後，前方由Sakura Saezuri展開領放，艾尼風神於第二的位置緊追對手，兩駒於爭奪之下拉開後方約莫5馬位的差距，亦做出前1000米56.9秒的超快步速。進入直路後，雖然本次比賽步速較快，但後方並未有賽駒成功衝出並挑戰兩駒的領先位置，因而兩駒隨即於直路上繼續纏鬥。最後150米，艾尼風神成功保持速度突放，率先透出之下進入獨走狀態，最終拋離對手之下以2 1/2馬位奪得首個分級賽冠軍，亦以1分34.4秒之完賽時間追平丸善斯基於1976年的創下紀錄。
年末，由於其於年間勝出一級賽，於評選中以112票當選最佳3歲雄馬。

### 4歲（現3歲）
1990年以2月11日之共同通信盃四歲錦標作爲首戰，比賽初段隨即搶佔位置領放，於直路繼續保持速度下成功一放到底，拉開後方3馬位優秀再度取得冠軍。
其後出戰彌生賞，本次比賽仍然採取領放戰術並一直領先至直路，然而進入直路後，其受到大爛地影響下未能保持衝刺並失速，最終被目白韋仁、Tsurumaru Mimata O及白石超越下以第四完賽。
4月15日出戰皋月賞，賽前獲得第一人氣，和第二人氣之目白韋仁及第三人氣的白色大成被稱謂三強。比賽開始後，雖然其處於第2檔的位置，但由於第3檔的白石內閃及第1檔的Wild Fire外閃，其被夾擊之下未能施展領放戰術，最終被處於第10檔的Futaba Asakaze搶佔先機，艾你風神則處於第二。進入直路後，前方一直領放的Futaba Asakaze突然失速沉底，艾尼風神則於此時把握機會從前並取得領先，可惜稍爲力弱之下於最後關頭被從中團衝刺的白色大成超越，最終以頸位憾負得第二。
5月27日出戰東京優駿，由於其在彌生賞及皋月賞的失利，其本次比賽落後於目白韋仁及白色大成獲得第三人氣。比賽開始後，縱使其處於第12檔的較外檔位置，騎師中野仍然選擇指揮其抽入內檔進行領放，並於前1000米做出59.8秒的較快步速。進入對面直路後，其速度開始逐步放緩以保留體力，但仍然保持約莫4馬位的領先。通過最後彎道時候，內欄的白色大成開始發力迫近艾尼風神，因而此時騎師中野加鞭指揮其進行二段加速，最終在其於直路保持衝刺的情況下，其成功阻止後方賽駒的追擊，以破紀錄的2分25.3秒時間再度奪得一級賽冠軍。而比賽結束後，由於騎師中野帶領艾尼風神繞到對面直路後遲遲未返回看台前方離場，因而部分馬迷開始呼喊中野的姓氏催促，而此舉導致不少馬迷跟隨，最終變成了全場共19萬6517名馬迷共同歡呼的墟冚光景。
然而當艾尼風神返回東京競馬場的馬房後，陣營隨即發現其左前腳有腫脹的跡象，檢查後確認其患有肌腱炎，因而進入長期休養並於夏天前往位於福島縣磐城市競走馬綜合研究所常盤分所（今競走馬康復中心）治療。治療完畢後其於8月30日返回美浦訓練中心訓練，但再度被發現腳步有不安跡象下陣營決定安排其退役。
年末，由於其以破紀錄的方式勝出東京優駿，於評選中以142票當選最佳4歲雄馬。

### 詳細賽績
| 日期       | 舉辦國家 | 馬場 | 距離   | 級別 | 賽事名稱           | 負重 | 騎師     | 馬號 | 出馬 | 名次 | 時間   | 頭馬（二馬）       |
| ---------- | -------- | ---- | ------ | ---- | ------------------ | ---- | -------- | ---- | ---- | ---- | ------ | ------------------ |
| 10/9/1989  | 日本     | 中山 | 草1600 |      | 3歲新馬            | 53   | 中野榮治 | 8    | 11   | 2    | 1:36.1 | Fujimi Waimea      |
| 23/9/1989  | 日本     | 中山 | 草1600 |      | 3歲新馬            | 53   | 中野榮治 | 4    | 8    | 2    | 1:35.5 | Kanesho Knight     |
| 22/10/1989 | 日本     | 東京 | 草1600 |      | 3歲未勝利          | 55   | 中野榮治 | 1    | 8    | 1    | 1:36.0 | （Taifu Oza）      |
| 17/12/1989 | 日本     | 中山 | 草1600 | GI   | 朝日盃三歲錦標     | 54   | 中野榮治 | 8    | 15   | 1    | 1:34.4 | （Sakura Saezuri） |
| 11/2/1990  | 日本     | 東京 | 草1800 | GIII | 共同通信盃四歲錦標 | 56   | 中野榮治 | 1    | 8    | 1    | 1:49.5 | （Wild Fire）      |
| 3/4/1990   | 日本     | 中山 | 草2000 | GII  | 彌生賞             | 55   | 中野榮治 | 8    | 14   | 4    | 2:05.8 | 目白韋仁           |
| 15/4/1990  | 日本     | 中山 | 草2000 | GI   | 皋月賞             | 57   | 中野榮治 | 2    | 18   | 2    | 2:02.2 | 白色大成           |
| 27/5/1990  | 日本     | 東京 | 草2400 | GI   | 東京優駿           | 57   | 中野榮治 | 12   | 22   | 1    | 2:25.3 | （目白韋仁）       |

## 退役後
退役後，艾尼風神成爲了配種馬，於宮城縣鳴子町（今大崎市）齋藤牧場休養，在1991年進行配種。首批子嗣於1992年出身。首批子嗣可於1994年出賽。1999年4月7日，忠心好友在海洋盃取勝，成爲首匹勝出分級賽的子嗣。2000年6月22日，忠心好友於帝王賞取勝，成爲首匹勝出一級賽的艾尼風神子嗣。
2004年4月5日，其因腸臟扭轉於牧場內死亡，享年17歲。

### 主要子嗣

#### 一級賽優勝子嗣
粗體字為一級賽
1994年生
- 忠心好友（海洋盃、閃耀女士盃、兩次女帝盃、皇后賞、東海錦標、帝王賞、東海菊花賞、東京大賞典）

## 血統簡介
父系Sea Hawk爲愛爾蘭生產的法國賽駒，生涯戰績優秀，曾勝出聖格盧準則大賽及聖格盧大賽。祖父Herbager爲法國賽駒，生涯戰績優秀，曾勝出法國打吡及聖格盧大賽。
母系Tesco Pearl爲日本馬匹，生涯無出賽紀錄。外祖父Tesco Boy爲英國賽駒，生涯戰績優秀，曾於1966年勝出女皇安妮錦標。

### 血統表
| 父線：Dark Ronald系（Touchstone系）                                        |                               |               |             |
| 種馬 Sea Hawk 1963年（灰色）                                               | Herbager 1956年（棗色）       | Vandale       | Plassy      |
| 種馬 Sea Hawk 1963年（灰色）                                               | Herbager 1956年（棗色）       | Vandale       | Vanille     |
| 種馬 Sea Hawk 1963年（灰色）                                               | Herbager 1956年（棗色）       | Flagette      | Escamillo   |
| 種馬 Sea Hawk 1963年（灰色）                                               | Herbager 1956年（棗色）       | Flagette      | Fidgette    |
| 種馬 Sea Hawk 1963年（灰色）                                               | Sea Nymph 1957年（灰色）      | Freeman       | Norseman    |
| 種馬 Sea Hawk 1963年（灰色）                                               | Sea Nymph 1957年（灰色）      | Freeman       | Fantine     |
| 種馬 Sea Hawk 1963年（灰色）                                               | Sea Nymph 1957年（灰色）      | Sea Spray     | Ocean Swell |
| 種馬 Sea Hawk 1963年（灰色）                                               | Sea Nymph 1957年（灰色）      | Sea Spray     | Pontoon     |
| 繁殖雌馬 Tesco Pearl 1976年（栗色）                                        | Tesco Boy Tesco Boy（棕色）   | Princely Gift | Nasrullah   |
| 繁殖雌馬 Tesco Pearl 1976年（栗色）                                        | Tesco Boy Tesco Boy（棕色）   | Princely Gift | Blue Gem    |
| 繁殖雌馬 Tesco Pearl 1976年（栗色）                                        | Tesco Boy Tesco Boy（棕色）   | Suncourt      | Hyperion    |
| 繁殖雌馬 Tesco Pearl 1976年（栗色）                                        | Tesco Boy Tesco Boy（棕色）   | Suncourt      | Inquisition |
| 繁殖雌馬 Tesco Pearl 1976年（栗色）                                        | Mustsumi Pearl 1965年（棗色） | Montaval      | Norseman    |
| 繁殖雌馬 Tesco Pearl 1976年（栗色）                                        | Mustsumi Pearl 1965年（棗色） | Montaval      | Ballynash   |
| 繁殖雌馬 Tesco Pearl 1976年（栗色）                                        | Mustsumi Pearl 1965年（棗色） | Masaryu       | Tosa Midori |
| 繁殖雌馬 Tesco Pearl 1976年（栗色）                                        | Mustsumi Pearl 1965年（棗色） | Masaryu       | Yukitsuki   |
| 雌系：號族：4-d                                                            |                               |               |             |
| 五代內近親交配：Norseman 4×4、Nasrullah 4×5、Firdaussi 5×5、Blue Peter 5×5 |                               |               |             |

## 命名由來
名字中，Ines（アイネス）是馬主小林正明冠名，來源不明，香港則取音譯，翻譯為「艾尼」，亦可翻譯作「艾尼斯」；Fujin（フウジン）於日語中，則代表日本神話中的風神。

## 外部連結
- 艾尼風神 netkeiba.com （页面存档备份，存于）
- 血統表 （页面存档备份，存于）